# 台美文教基金會
財團法人王桂榮台美文教基金會（英語：Taiwanese-American Foundation），簡稱台美基金會、TAF，是台灣與美國的一個基金會，由台灣人公共事務會（FAPA）前會長王桂榮及其妻王賽美於1982年捐獻一百萬美元創設，台灣總部設於台北市，美國總部設於加州長灘。自1983年起，台美基金會於每兩年11月頒發「人才成就獎」，簡稱「台美獎」（TAF Award），以獎勵台灣各界傑出人士。
台美獎依創設人建議，先設立三項人才成就獎：「科技工程成就獎」、「人文科學成就獎」、「社會服務及社會科學成就獎」；後又設立「科技研究生獎」和「國際青年社區服務領導獎」。

## 歷屆得獎名單

### 第一屆：1983年
- 科技工程成就獎——廖述宗
- 人文科學成就獎——陳五福
- 社會服務及社會科學成就獎——楊逵、江文也

### 第二屆：1984年
- 科技工程成就獎——陳坤木
- 人文科學成就獎——王詩琅
- 社會服務及社會科學成就獎——陳永興

### 第三屆：1985年
- 科技工程成就獎——簡逸文、林俊義
- 人文科學成就獎——張良澤

### 第四屆：1986年
- 科技工程成就獎——吳政彥
- 人文科學成就獎——鍾肇政
- 社會服務及社會科學成就獎——高俊明

### 第五屆：1987年
- 特別榮譽獎——李遠哲
- 科技工程成就獎——李鎮源、林宗義
- 人文科學成就獎——謝里法
- 科技研究生獎——喻鵬飛

### 第六屆：1989年
- 科技工程成就獎——林明璋、廖一久
- 人文科學成就獎——蕭泰然
- 社會服務及社會科學成就獎——釋證嚴
- 科技研究生獎——劉國瑞

### 第七屆：1991年
- 科技工程成就獎——蔡振水、蘇仲卿
- 人文科學成就獎——葉石濤
- 社會服務及社會科學成就獎——蘭大弼、薄柔纜
- 科技研究生獎——林宏哲

### 第八屆：1993年
- 特別榮譽獎——彭明敏
- 科技工程成就獎——吳成文、王光燦、周烒明
- 人文科學成就獎——李淑德、林文德
- 社會服務及社會科學成就獎——張漢裕
- 美術貢獻獎——李石樵
- 新聞自由貢獻獎——吳豐山

### 第九屆：1995年
- 奉獻台灣特別獎——魏克思
- 科技工程成就獎——林聖賢、莊明哲
- 人文科學成就獎——李能棋（李喬）
- 科技工程研究生獎——陳威光

### 第十屆：1997年
- 特別榮譽獎——何大一
- 科技工程成就獎——翁啟惠、鄭天佐、許重義
- 人文科學成就獎——林哲雄
- 社會服務及社會科學成就獎——吳繼釗

### 第十一屆：1999年
- 科技工程成就獎——張俊彥
- 人文科學成就獎——柏楊、楊青矗
- 社會服務及社會科學成就獎——柯蔡玉瓊
- 科技研究生獎——林希龍
- 國際青年社區服務領導獎——杜文苓、Kumi Naidoo

### 第十二屆：2001年
- 特別貢獻獎——李登輝
- 科技工程成就獎——范良政、何汝諧、洪伯文
- 人文科學成就獎——黃娟、蔡瑞月、陳慕融
- 社會服務及社會科學成就獎——劉俠

### 第十三屆：2003年
- 特別貢獻獎——呂秀蓮
- 科技工程成就獎——賴明詔、李國雄
- 人文科學成就獎——林榮德
- 社會服務及社會科學成就獎——陳文彥、金恒煒

### 第十四屆：2005年
- 科技工程成就獎——李文雄
- 人文科學成就獎——陳錦芳、李壬癸

### 第十五屆：2007年
- 科技工程成就獎——王惠鈞、陳垣崇
- 人文科學成就獎——呂泉生
- 社會服務及社會科學成就獎——柴林

## 外部連結
- 王桂榮台美文教基金會